# 同济大学博物馆
同济大学博物馆 (英語：Museum Tongji University)是位于上海市同济大学四平路校区一二九大楼内的一座博物馆。

## 历史
一二九大楼建于1940年代初，建筑面积4469平方米，其改造工程由同济大学建筑设计研究院主持修建，2011年开工，2013年落成开馆。主要有三个常设展厅，分别是中国园林与传统艺术展示厅，中国古代机械复原模型展示厅和中国建筑与建筑文化展示厅。

## 营业时间
- 周一至周六：早上八点半至下午四点半
- 周日闭馆